# Vườn quốc gia Preah Monivong
Vườn quốc gia Preah Monivong Bokor (tiếng Khmer: ឧទ្យានជាតិព្រះមុនីវង្ស បូកគោ - Outtyeancheat Preah Monivong Bokor) là một vườn quốc gia nằm ở tỉnh Kampot, miền nam Campuchia. Được thành lập vào năm 1993, vườn quốc gia này có diện tích 1.423,17 km2 (549,49 dặm vuông Anh) của Dãy núi Damrei, một phần phía đông nam của dãy Phnom Kravanh. Đại bộ phận vườn quốc gia có độ cao trên 1.000 mét so với mực nước biển, trong đó đỉnh cao nhất là Phnom Bokor cao 1.081 mét, còn được biết đến là núi Bokor. Vườn quốc gia được công nhận là Vườn di sản ASEAN từ năm 2003.

## Lịch sử
Dãy núi Dâmrei trước đây là khu vực do Khmer Đỏ kiểm soát, nhưng vào năm 1993, vườn quốc gia Preah Monivong đã được khánh thành cùng với hầu hết các vườn quốc gia khác ở Campuchia. Đây là một trong hai vườn quốc gia được công nhận là Vườn di sản ASEAN của Campuchia.
Vườn quốc gia nổi tiếng với Núi Tà Lơn, một khu định cư xa xôi của thực dân Pháp hình thành năm 1921 và đã bị bỏ hoang. Tại đây còn có một nhà thờ Công giáo được xây dựng từ năm 1928, một cảnh tượng rất hiếm gặp tại Campuchia. Vườn quốc gia được đặt theo tên của vua Sisowath Monivong, người thường đến thăm khu vực này và qua đời tại đây vào năm 1941. Monivong đã ra lệnh xây dựng một ngôi chùa Phật giáo trong khu vực vào năm 1924.
Trong thời gian gần đây, vườn quốc gia đã trở thành một điểm du lịch nổi tiếng và bây giờ bao gồm cả khu nghỉ dưỡng Cao nguyên Thansur Bokor, một khách sạn sang trọng lớn được xây dựng vào năm 2012. Năm 2010, một bức tượng lớn của Lok Yeay Mao đã được xây dựng trong khu vực vườn quốc gia. Lok Yeay Mao là một nữ anh hùng trong thần thoại của Phật giáo Campuchia và được cho là để bảo vệ du khách, thợ săn và người câu cá. Với chiều cao 29 mét, đây là bức tượng Yeay Mao cao nhất Campuchia.